# Eriz Ruiz
Eriz Ruiz De Erentxun (* 16. November 1984) ist ein ehemaliger spanischer Radrennfahrer.
Eriz Ruiz wurde 2007 jeweils einmal Etappenzweiter bei der Copa Iberica, bei der Vuelta a Salamanca. 2008 fuhr er für das spanische Continental Team Orbea-Oreka S.D.A. und gewann mit dem Team das Mannschaftszeitfahren zum Auftakt der Vuelta a Navarra in Pitillas. Er wurde Zweiter in der Gesamtwertung dieser Rundfahrt.

## Erfolge
2008
- Mannschaftszeitfahren Vuelta a Navarra

## Teams
- 2008 Orbea-Oreka S.D.A.